# ジェンダー史学会
ジェンダー史学会（ジェンダーしがっかい）は、人類の歴史に関する諸学問領域をジェンダー視点から研究・普及をはかる目的で2004年に設立された学会。
事務局を東京都杉並区善福寺2-6-1東京女子大学小檜山ルイ研究室に置いている。

## 事業
- 大会・講演会等の開催、会誌その他刊行物の発行、国内外の研究者・学会との交流・連携など[1]

## 会誌
- 『ジェンダー史学』